# Оштра Лука
Оштра Лука је насељено мјесто у Републици Српској, БиХ, у општини Оштра Лука. Према подацима пописа становништва 2013. године, у насељеном мјесту Оштра Лука укупно је пописано 782 лица.
Оштра Лука представља центар и сједиште општине Оштра Лука. Поред тога што је административни центар општине, Оштра Лука је привредни, културни, образовни, здравствени и спортски центар општине.

## Географија
Оштра Лука је смјештена на лијевој обали ријеке Сане, у подножју обронака Мајданских планина, на регионалном путу Приједор — Сански Мост.
Територију општине Оштра Лука чини 21% некадашње општине Сански Мост и простире се сјеверно и источно око садашње општине Сански Мост.
Површина општине је 204,9 km² и обухвата 24 насеља и 8 мјесних заједница у којима живи око 3.000 становника. Општина Оштра Лука се налази у сјеверозападном дијелу БиХ, односно у западном дијелу Републике Српске, а граничи се са општинама: Бања Лука, Приједор, Нови Град, Крупа на Уни, Сански Мост, Кључ и Рибник. Сједиште општине је насељено мјесто Оштра Лука, које се налази између Приједора (удаљено 17 км) и Санског Моста (удаљеног 15 км), а од Бања Луке је удаљено око 70 км.

## Рељеф
Брдовито-брежуљкасти облици рељефа заузимају око 3/4 подручја општине, а 1/4 површине чине равнице и нижи предјели. Врх Хазића главица на обронцима Мулежа, висока је 879 метара и представља највишу надморску висину на територији општине. Најнижа надморска висина износи 159 метара у Копривни код ријеке Сане, у засеоку Кантари. Равничарски дио општине налази се поред ријека: Сане, Јапре и Козице.

## Клима
Клима је умјерено континентална. Просјечна годишња количина падавина је око 900 мм/м². Највише падавина има у октобру, новембру, децембру и јануару, а најмање током јула и августа. Просјечна годишња температура износи око 12,5 степени Целзијусових. Најтоплији мјесеци су мај, јуни, јули и август, а најхладнији децембар, јануар и фебруар. Љета су топла, а зиме хладне и са пуно снијега.

## Становништво
Према процјенама, општина броји око 3.000 становника, а на њеној територији је преко 1300 домаћинстава, па је густина насељености 13 становника по 1 km².
Познато је да се у више наврата у новијој историји становништво исељавало и расељавало. Догађало се то у вријеме аустроугарско-турских ратова, послије Другог свјетског рата, као и након посљедњег рата. Званични подаци након обраде података са пописа становништва из новембра 2013. године су то и доказали.

## Насеља
Подаци о настанку појединих насељених мјеста нису сачувани. Општина броји укупно 24 насељена мјеста, организованих у 8 мјесних заједница. Већа насељена мјеста су: Оштра Лука, Копривна, Усорци и Будимлић Јапра. Око половине територије насељених мјеста подијељено је дејтонским разграничењем, односно међуентитетском линијом.

## Језик и писмо
На подручју општине користе се оба писма (ћирилица и латиница), а говори се, поред осталих, српским језиком са ијекавским нарјечјем.

## Туризам
Овај крај обилује природним љепотама. Ријека Сана, позната по чистој води, лијепим обалама и богатим рибљим фондом погодна је за љетни одмор, купање и риболов. Врело и ријека Козица посебно је атрактивна дестинација за развој сеоског туризма. Међутим, посебна туристичка атракција општине је традиционална борба бикова, под називом Грмечка корида која се одржава сваке године прве недјеље мјесеца августа, на Поповића брду у Оштрој Луци.

## Вјерски објекти
Међу најстарије цркве овог подручја спада Православна црква Свете Тројице у Оштрој Луци, која је изграђена 1871. године у шуми између два потока, те Црква у Будимлић Јапри. Због честих разарања, до сада су дограђиване и адаптиране у више наврата. Католичка црква у Старој Ријеци саграђена је 1870. године и такође је у више махова дограђивана. Постоје још Православна црква у Копривни, Спомен храм у Усорцима, а у току је изградња Храма Христа Спаситеља у Оштрој Луци.
У непосредној близини Оштре Луке, на путу према Приједору, налази се манастир Клисина, који се издваја љепотом и својим положајем доприноси лијепом изгледу крајолика.

## Удружења грађана
У општини Оштра Лука су регистрована су сљедећа удружења грађана:
- Ловачко удружење „Сана“
- Спортско-риболовно друштво „Младица“
- Удружење жена „Вретено“
- Удружење жена „Матица“ и
- Удружење грађана "Трамошња"

Својим дјеловањем ова удружења доприносе богатијем и садржајнијем животу на територији општине.

## Образовање
- ОШ „Десанка Максимовић“ Оштра Лука
- ОШ „Јосиф Панчић“ Доња Козица
- ОШ „Петар Скундрић“ Будимлић Јапра.

## Спорт
Као мала општина, са недовољно спортских терена и са спортском двораном која је у завршној фази изградње, Оштра Лука није у могућности да финансира велики број спортова и такмичења. Тренутно су активни сљедећи клубови:
- ФК „Подгрмеч“
- ФК „Кисељак“ и
- Карате секција КК „Сходан“ из Приједора

Ови клубови укључени су у подручна такмичења, док се сваке године на територији општине одржавају школска спортска такмичења и аматерска такмичења у оквиру Подгрмечких игара у Будимлић Јапри.
Свакако да је ово недовољно да би се на прави начин млади нараштај здраво развијао и јачао спортски дух, али стање би се требало, са завршетком изградње спортске дворане и више отворених игралишта, знатно побољшати.

## Културне и друге манифестације
Дани на Сани, је културно-еколошка манифестација која промовише очување љепоте и чистоће воде ријеке Сане и њених притока и обала. Проводи се почетком љета у свим општинама кроз које протиче ријека Сана, од њеног извора у општини Мркоњић Град, па до ушћа у Уну, у Новом Граду.
Међународни књижевни сусрети „Шушњар“ некад одржавани у Санском Мосту, у знак сјећања на невине жртве (5.500 санских Срба, Јевреја и других) уморене почетком Другог свјетског рата, сада се одржавају сваке године крајем јула или почетком августа мјесеца у Оштрој Луци и једна су од најпосјећенијих манифестација те врсте у Републици Српској.
Сваке године награђују се нова дјела посвећена чувању традиције овог поднебља, а награде „Слово Подгрмеча“ и „Шушњар“ добила су до сада највећа пјесничка имена, како свјетска, тако и пјесника овог краја.

## Становништво
|             | 2013.        | 1991.        | 1981.        | 1971.        |
| Укупно      | 782 (100,0%) | 838 (100,0%) | 867 (100,0%) | 759 (100,0%) |
| Срби        | 764 (97,70%) | 778 (92,84%) | 557 (64,24%) | 743 (97,89%) |
| Хрвати      | 16 (2,046%)  | 32 (3,819%)  | 28 (3,230%)  | 8 (1,054%)   |
| Црногорци   | 1 (0,128%)   | –            | –            | –            |
| Остали      | 1 (0,128%)   | 4 (0,477%)   | 20 (2,307%)  | 1 (0,132%)   |
| Југословени | –            | 17 (2,029%)  | 252 (29,07%) | 3 (0,395%)   |
| Бошњаци     | –            | 7 (0,835%)1  | 10 (1,153%)1 | 4 (0,527%)1  |

1. 1 На пописима од 1971. до 1991. Бошњаци су пописивани углавном као Муслимани.

| Демографија | Демографија | Демографија |
| Година      | Становника  | Становника  |
| ----------- | ----------- | ----------- |
| 1961.       | 757         |             |
| 1971.       | 759         |             |
| 1981.       | 867         |             |
| 1991.       | 834         |             |
| 2013.       | 782         |             |